# Józef Chmiel (biochemik)
Józef Chmiel (ur. 22 lipca 1924 w Cieszynie, zm. 6 kwietnia 1984) – polski lekarz, biochemik, wieloletni kierownik Katedry i Zakładu Biochemii Wydziału Farmaceutycznego Akademii Medycznej w Poznaniu.

## Życiorys
Józef Chmiel ukończył w 1952 roku studia lekarskie na Akademii Medycznej w Poznaniu oraz w 1955 roku chemiczne na Uniwersytecie Poznańskim. Rozpoczął pracę naukową w Zakładzie Chemii Fizjologicznej Akademii Medycznej, kierowanym przez profesora Zdzisława Stolzmanna. W latach 1958–1959, jako stypendysta fundacji Rockefellera przebywał na stażach naukowych w Uniwersytecie Harvarda oraz w Scripps Clinic Foundation w San Diego. Stopień doktora medycyny uzyskał w 1960 roku na podstawie pracy Wpływ środowiska hipertonicznego na trwałość krwinki czerwonej, habilitację w 1962 roku na podstawie rozprawy Związki fosforanowe krwinek czerwonych jako metabolity i koenzymy przemiany węglowodanowej. Rok później otrzymał stanowisko docenta w Zakładzie Chemii Fizjologicznej. Wkrótce objął funkcję kierownika Zakładu Biochemii. W 1970 roku otrzymał stopień profesora nadzwyczajnego, a w 1980 profesora zwyczajnego. W 1977 roku wybrany został przez studentów najlepszym wykładowcą Wydziału Farmaceutycznego.
W pracy badawczej zajmował się głównie wykorzystaniem składników morfotycznych krwi jako komórek modelowych w badaniach oddziaływania związków biologicznie aktywnych, metabolizmem glikozoaminoglikanów oraz enzymami mikrosomalnymi uczestniczącymi w metabolizmie ksenobiotyków. Był autorem ponad 120 publikacji naukowych, promotorem 20 doktoratów i opiekunem dwóch habilitacji. Pełniąc od 1966 roku funkcję prodziekana Wydziału Farmaceutycznego, doprowadził do utworzenia na nim Oddziału Analityki Chemicznej. Był członkiem Komisji Nauk Chemicznych Polskiej Akademii Nauk, Polskiego Towarzystwa Diagnostyki Laboratoryjnej, Poznańskiego Towarzystwa Przyjaciół Nauk, wchodził w skład kolegiów redakcyjnych pism „Postępy Biochemii”, „Medycyna Doświadczalna”, „Roczniki Medyczne”.
Zmarł 6 kwietnia 1984 roku i został pochowany na Cmentarzu Junikowskim w Alei Zasłużonych (AZ-2-P-76). Upamiętniono go nazwą Collegium Chmiela w Poznaniu przy ul. Śniadeckich 4.

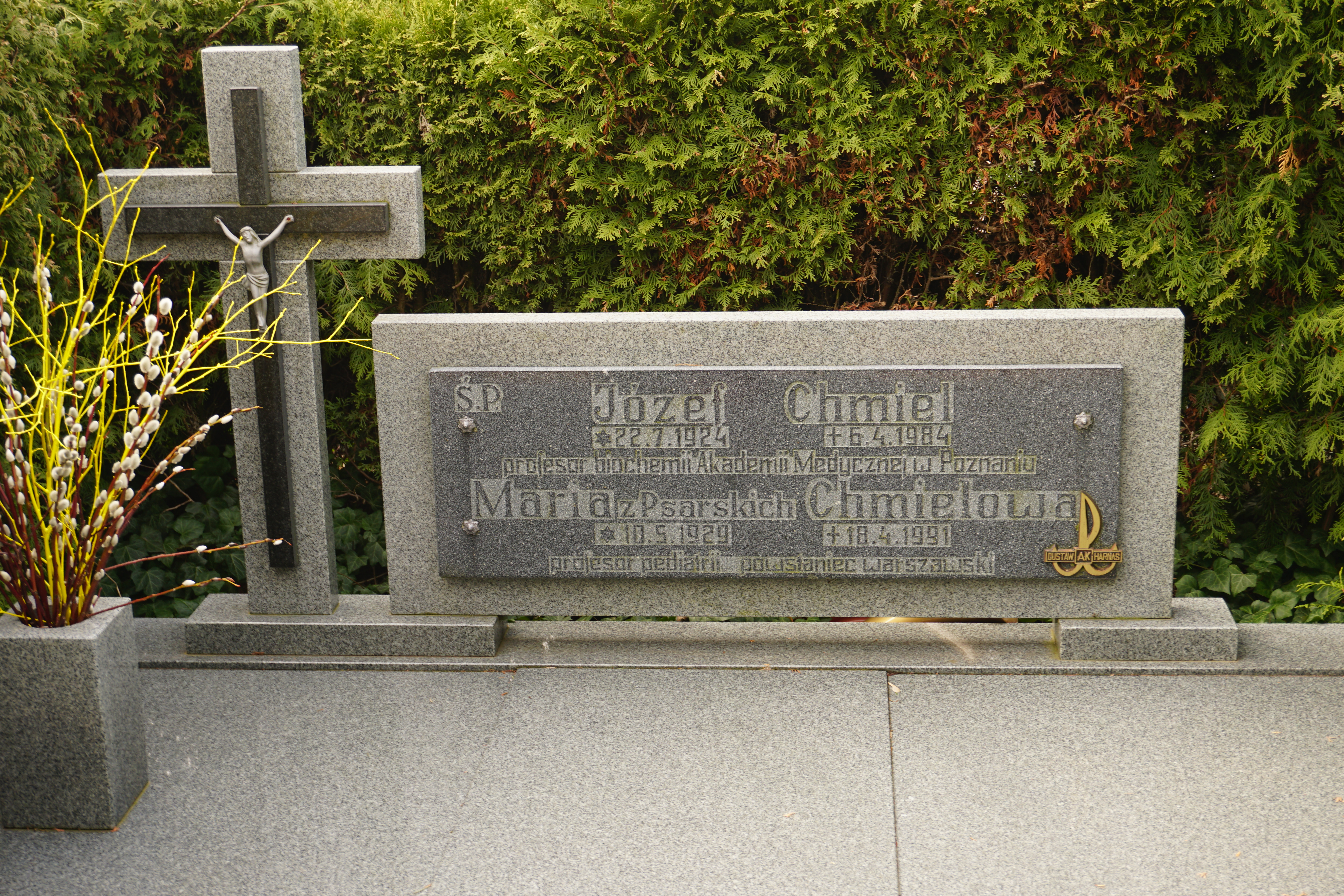
Grób prof. Józefa Chmiela na Cmentarzu Junikowskim

Jego żona (od 1951 roku) Maria również była lekarzem i wykładowcą Akademii Medycznej w Poznaniu.

## Odznaczenia i nagrody
- Krzyż Kawalerski Orderu Odrodzenia Polski
- Odznaka Honorowa Miasta Poznania
- Odznaka honorowa „Za zasługi w rozwoju województwa poznańskiego”
- Odznaka tytułu honorowego „Zasłużony Nauczyciel PRL”